# Konjsko Brdo
Konjsko Brdo is een plaats in de gemeente Perušić in de Kroatische provincie Lika-Senj. De plaats telt 153 inwoners (2001).